# Николини, Джузи
Джузи Николини (урождённая Джузеппина Мария Николини, род. 5 марта 1961, Лампедуза, Сицилия) — итальянский политик, бывший мэр Лампедузы и Линозы.

## Биография
Николини — член ассоциации защитников окружающей среды Легамбиенте. С 1983 по 1988 год была заместителем мэра и советником по окружающей среде Лампедузы и Линозы, была избрана мэром на местных выборах 2012 года.
После крушения корабля с мигрантами у берегов Лампедузы в 2013 году, в результате которого утонуло более 300 человек, Николини обратилась к Европейскому Союзу с просьбой о новом европейском закон об убежище и иммиграционных правилах.
За усилия по содействию интеграции и солидарности Николини была удостоена Премии мира ЮНЕСКО в 2017 году. В том же году она пыталась переизбраться мэром на местных выборах, но потерпела неудачу.